# Licuala lauterbachii
Licuala lauterbachii är en enhjärtbladig växtart som beskrevs av Carl Lebrecht Udo Dammer och Karl Moritz Schumann. Licuala lauterbachii ingår i släktet Licuala och familjen Arecaceae.

## Underarter
Arten delas in i följande underarter:
- L. l. bougainvillensis
- L. l. lauterbachii